# Hyloxalus pulcherrimus
Hyloxalus pulcherrimus är en groddjursart som först beskrevs av William Edward Duellman 2004.  Hyloxalus pulcherrimus ingår i släktet Hyloxalus och familjen pilgiftsgrodor. IUCN kategoriserar arten globalt som otillräckligt studerad. Inga underarter finns listade i Catalogue of Life.